# Hugo V van Lusignan
Hugo V van Lusignan bijgenaamd de Vrome (overleden te Lusignan op 8 oktober 1060) was van 1026 tot aan zijn dood heer van Lusignan. Hij behoorde tot het huis Lusignan.

## Levensloop
Hugo V was de zoon van heer Hugo IV van Lusignan en Aldiarde van Thouars, dochter van burggraaf Rudolf van Thouars. In 1026 volgde hij zijn vader op als heer van Lusignan en Couhé. 
Hij huwde omstreeks 1038 met Almodis van La Marche (1020-1071), dochter van graaf Bernard I van La Marche. Ze kregen volgende kinderen: Hugo VI (1039-1102), die zijn vader opvolgde als graaf van La Marche, diens tweelingbroer Jordaan en een dochter Melisende, die huwde met heer Simon van Parthenay. Het huwelijk tussen Hugo V en Almodis werd later wegens bloedverwantschap ontbonden. Hij arrangeerde vervolgens het huwelijk tussen Almodis en graaf Pons van Toulouse.
Toen er een oorlog ontstond tussen Hugo's leenheer, hertog Willem VIII van Aquitanië, en graaf Willem IV van Toulouse, kon Almodis Hugo ervan overtuigen om de zijde van haar stiefzoon te kiezen. Vervolgens werd de burcht van Hugo V in Lusignan door Willem VIII belegerd. Op 8 oktober 1060 deed hij een poging om het kasteel te verlaten om proviand te verzamelen, maar dit mislukte en hij werd aan de poorten van zijn kasteel gedood.